# Mitumba
Mitumba je pohoří ve východní a jihovýchodní části Konžské demokratické republiky. V severní části se táhne coby Monts Mitumba západně od velkých jezer ve Velké příkopové propadlině – Edvardova jezera, Kivu a Tanganiky. V jižní části se táhne coby Chaîne des Mitumba podél Tanganiky a jezera Mweru. Nejvyšším místem pohoří je vrchol hory Kahuzi (3308 m).
Na pohoří Monts Mitumba navazují na severu Modré hory, na severovýchodě je pohoří odděleno prolomem od Ruwenzori. Západně od pohoří se rozprostírá Konžská pánev.
Pohoří Chaîne des Mitumba na západě sousedí s údolím Upemba. Skládá se z pohoří Mugila, Malimba, Kibara, Mulumbe, Bia, plošiny Manika a Kundelungu.